# 40 Eridani

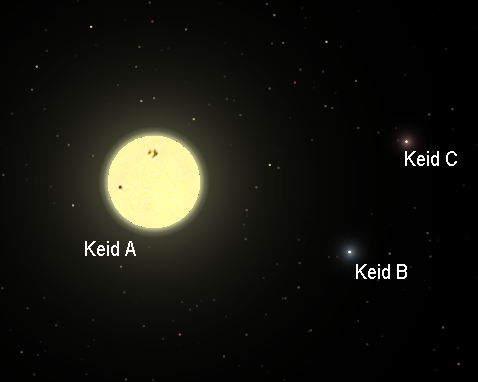
O sistema estelar triplo 40 Eridani.

40 Eridani (também conhecida como  Omicron² Eridani, ou Keid, do árabe qayd "cascas (de ovo)") é um sistema estelar triplo a menos de 16,5 anos-luz da Terra. Localiza-se na constelação de Eridanus. William Herschel descobriu em 1783 que se tratava de uma estrela dupla. Em 1851, Otto Wilhelm von Struve descobriu que uma das estrelas da dupla era também uma estrela dupla.

## Na ficção científica
O planeta Vulcano, bastante recorrente nas séries e filmes de Star Trek e terra natal do personagem Spock, orbita 40 Eridani A, a primária do sistema.